# Grace/Wastelands
Grace/Wastelands è il primo album solista del leader e cantante dei Babyshambles Pete Doherty. Il disco è uscito in Italia il 13 marzo 2009 preceduto dal singolo Last of the English Roses.

## Disco
Inizialmente la canzone Through the Looking Glass doveva essere compresa nell'album, ma è stata successivamente sostituita dal brano I Am the Rain, finendo per essere inclusa nel singolo Last of the English Roses. Anche il brano Darksome Sea, scritto in collaborazione con Peter Wolfe nell'estate 2008, avrebbe dovuto far parte dell'album ma si è in seguito deciso di escluderlo.

## Musicisti
All'album ha partecipato il chitarrista dei Blur, Graham Coxon, che ha suonato la chitarra in tutte le canzoni tranne Broken Love Song; inoltre hanno preso parte al progetto anche i membri della band di Pete, i Babyshambles, il poeta Peter Wolfe, la cantante scozzese Dot Allison e l'amico di lunga data nonché ex membro de The Libertines, la band precedente di Pete, Carl Barât.

## Curiosità
Il brano 1939 Returning doveva essere inizialmente un duetto tra Pete ed Amy Winehouse.

## Tracce
1. "Arcady" - 2:53 (Doherty)
2. "Last of the English Roses" - 4:59 (Doherty)
3. "1939 Returning" - 3:10 (Doherty)
4. "A Little Death Around the Eyes" - 3:32 (Doherty/Carl Barât)
5. "Salome" - 3:14 (Doherty)
6. "I Am the Rain" - 3:14 (Doherty/John Robinson)
7. "Sweet by and By" - 3:05 (Doherty/Alan Wass)
8. "Palace of Bone" - 4:24 (Doherty)
9. "Sheepskin Tearaway" - 2:43 (Doherty/Dot Allison)
10. "Broken Love Song" - 3:44 (Doherty/Peter Wolfe)
11. "New Love Grows on Trees" - 3:38 (Doherty)
12. "Lady, Don't Fall Backwards" - 2:17 (Doherty)